# Station Bludenz
Bludenz is een station in de Oostenrijkse deelstaat Vorarlberg dat werd geopend op 1 juli 1872. Op het station komen de Arlbergspoorweg, de Montafonerspoorweg en de Vorarlbergerspoorweg bij elkaar.